# L'Intégrale de trois albums (Patof)
 (août 2025).
Motif : Notoriété encyclopédique ?
- Archive Wikiwix
- Bing
- Cairn
- DuckDuckGo
- E. Universalis
- Gallica
- Google
- G. Books
- G. News
- G. Scholar
- Persée
- Qwant
- (zh) Baidu
- (ru) Yandex
- (wd) trouver des œuvres sur Wikidata

| 1. | Préciser le motif de la pose du bandeau. | Précisez le motif de la pose du bandeau en utilisant la syntaxe suivante : {{admissibilité à vérifier\|date=août 2025\|motif=remplacez ce texte par le motif}}                                           |
| 2. | Informer les utilisateurs concernés.     | Pensez à avertir le créateur de l'article, par exemple, en insérant le code ci-dessous sur sa page de discussion : {{subst:avertissement admissibilité à vérifier\|L'Intégrale de trois albums (Patof)}} |

Albums de Patof
Nestor et Patof – Pour tous
(1980) Patof — 25 grands succès
(2022)
L'Intégrale de trois albums – Patof chante Noël / Patof chez les esquimaux / Patof en Russie est une compilation de Patof, commercialisée en 2014.
Le clown Patof est interprété par Jacques Desrosiers.

## Composition
L'album réunit des chansons et des contes parus sur disques entre 1972 et 1975, à l'époque de la diffusion des séries télévisées québécoises pour enfants Le Cirque du Capitaine et Patofville.
Contrairement à ce qui est annoncé, le CD ne contient pas le contenu intégral des trois albums cités. Le conte Patof en Russie, qui a été divisé en deux parties (pistes 4 et 6), a été amputé d'un effet sonore (les applaudissements des lapins) et la chanson Patof Blou n'est pas présente dans son intégralité. De plus, le conte Patof chez les esquimaux a été amputé de sa brève introduction, et la chanson Il est né le divin enfant provenant de l'album Noël Noël Noël avec Patof a été modifiée afin de retirer un passage où le refrain et le couplet « Une étable est son logement » sont chantés simultanément pour recréer un effet utilisé dans les anciens cantiques.

## Titres
| No  | Titre                                           | Auteur                                        | Interprète   | Durée |
| --- | ----------------------------------------------- | --------------------------------------------- | ------------ | ----- |
| 1.  | Vive le vent                                    | Blanche, Marbot                               | Patof        | 1:39  |
| 2.  | Le Petit Renne au nez rouge                     | Marks, Larue                                  | Patof        | 3:01  |
| 3.  | Noël blanc                                      | I. Berlin, F. Blanche                         | Patof        | 3:32  |
| 4.  | Medley : Patof raconte la nature/Mon beau sapin | Claude Leclerc, Denis Lepage; Domaine public  | Patof        | 3:20  |
| 5.  | Ma blanche Sibérie                              | Claude Leclerc, Denis Lepage, Gilbert Chénier | Patof        | 1:55  |
| 6.  | Patof en Russie                                 | Gilbert Chénier, Jacques Desrosiers           | Patof        | 9:16  |
| 7.  | L'Enfant au tambour                             | Davis, Onorati, Simeone                       | Patof        | 2:32  |
| 8.  | Les Anges dans nos campagnes                    | Domaine public                                | Patof        | 2:43  |
| 9.  | Patof chez les esquimaux                        | Gilbert Chénier, Jacques Desrosiers           | Patof        | 19:57 |
| 10. | Il est né le divin enfant                       | Domaine public                                | Patof        | 2:01  |
| 11. | Douce nuit, Sainte nuit                         | Domaine public                                | Patof        | 1:57  |
| 12. | Ave Maria (version instrumentale)               | Domaine public                                | Instrumental | 1:56  |
| 13. | Les Gags de Patof                               | Gilbert Chénier, Jacques Desrosiers           | Patof        | 12:29 |